# ІК Слейпнер
ІК «Слейпнер» (швед. Idrottsklubben Sleipner) — шведський футбольний клуб із міста Норрчепінг. 

## Історія
Заснований 27 квітня 1903 року. Назву отримав від імені коня скандинавського бога Одіна — восьминогого Слейпніра. 
В Аллсвенскан провів 16 сезонів (1924/25—1932/33 і 1934/35—1940/41): зіграв 352 матчі, в яких здобув 137 перемог, 61 нічию і 154 поразки, різниця м'ячів 702-738.
Виступає у 5-й лізі (Дивізіон 3) Швеції.

## Досягнення
Аллсвенскан:
- Чемпіон (1): 1937/38

Кубок Швеції:
- Фіналіст (1): 1940/41